# China Green Food Development Center
Le China Green Food Development Center - CGFDC (Centre chinois de développement d'aliments biologiques — en chinois : 中国绿色食品发展中心) est la plus importante agence de contrôle des standards de nourriture issue de l'agriculture biologique en Chine. Le centre a été créé en novembre 1992, sous l'autorité du ministère de l'Agriculture, et est basé à Pékin.

## Présentation
Le CGFDC contrôle deux labels : « A » qui autorise un certain usage d'engrais chimiques et pesticides ou herbicides de synthèse ; et « AA » qui est plus restrictif. Les deux labels mettent l'accent sur le produit final plutôt que sur le processus de production, les tests étant limités aux résidus chimiques présents dans les aliments.